# Turó de Santa Bàrbara
El Turó de Santa Bàrbara és una muntanya de 151 metres que es troba al municipi de Blanes, a la comarca de la Selva.